# Réseau express métropolitain européen
Pour le réseau express métropolitain à Montréal (Canada), voir Réseau express métropolitain.
Le Réseau express métropolitain européen (abrégé en « REME ») est un service express régional métropolitain (SERM) qui englobe divers aménagements à venir sur le périmètre des lignes ferroviaires et routières de transport en commun, à l'intérieur et autour de l'Eurométropole de Strasbourg en France. À terme, le réseau s'étendra à l'ensemble des lignes de chemin de fer et du réseau routier du bassin de vie de Strasbourg du côté français du Rhin ainsi qu'en Allemagne. Initié par la région Grand Est et l'Eurométropole de Strasbourg, le projet est mis en service le 11 décembre 2022,, pour un achèvement prévu à l'horizon 2030.
La première phase du REME consiste en une augmentation de la fréquence sur les relations déjà existantes, à leur cadencement à la demi-heure, à l'augmentation de l'amplitude horaire des circulations (jusqu'à 22 heures), et à la diamétralisation de certaines missions effectuant désormais un trajet direct entre Saverne et Sélestat. Trois lignes sont ainsi créées de facto (Strasbourg ⥋ Haguenau, Strasbourg ⥋ Molsheim et Saverne ⥋ Sélestat). Cependant, le REME ne dispose pas d'identité propre, les trains roulant sur les lignes concernées restant exploités sous la marque TER, sans autre appellation distinctive, et sans que les lignes ne se voient attribuer de numéros ou de noms spécifiques. Ainsi, le REME diverge sur cet aspect de la plupart des réseaux de RER ou de S-Bahn existant en Europe.

## Histoire
En 2017, l'association ASTUS initie une réflexion sur la faisabilité technique d'un RER traversant à l'échelle de l'aire métropolitaine strasbourgeoise, avec l'étude d'un étudiant de la Faculté de géographie et d'aménagement de Strasbourg,,,.
Le but est de desservir le territoire de la métropole en complément des réseaux urbains et interurbains existants ainsi que d'autres centres urbains du département au nord et au sud de Strasbourg.
Le 7 mai 2021, l'Eurométropole de Strasbourg vote un plan de mise en place du service de réseau express métropolitain. Ce plan prévoit une diamétralisation, un cadencement et un renforcement des dessertes impliquant notamment la réalisation d'une quatrième voie sur six kilomètres entre Vendenheim et Strasbourg.
Le président de la République, Emmanuel Macron, annonce le 27 novembre 2022 sa volonté de développer des RER autour des métropoles.
Le réseau commence à être déployé le 11 décembre 2022, pour un achèvement en 2030. Le projet est par ailleurs entièrement co-financé par la Région Grand-Est et l'Eurométropole de Strasbourg à hauteur de 14,5 millions d'euros par an.

## Contexte
Le projet, initié par la région Grand Est en tant qu'autorité organisatrice de la mobilité régionale, et par l’Eurométropole de Strasbourg, en tant qu'établissement public de coopération intercommunale exerçant localement le rôle d'autorité organisatrice de la mobilité, est érigé en exemple.
Le REME répond à la nécessité de desservir le périurbain. Il s'inscrit également dans le contexte du lancement de la zone à faibles émissions mobilité (ZFE-m) dans l'Eurométropole de Strasbourg intervenant au 1er janvier 2023,. Le REME contribue ainsi à apporter une alternative à la voiture individuelle, à l'accessibilité restreinte pour bon nombre d'automobilistes, en raison de la mise en place progressive de la ZFE.

## Réseau

### Depuis le 11 décembre 2022
Le réseau inauguré au 11 décembre 2022, est comparable aux RER C et D d'Île-de-France, avec des trains toutes les 15 à 30 minutes, sur des horaires cadencés, et des voies partagées avec les TGV (ce qui n'est pas le cas des RER A et B d'Île-de-France). Il se met progressivement en place d'ici avril 2023.
| Ligne | Caractéristiques | Caractéristiques                        | Caractéristiques                        | Caractéristiques                        | Caractéristiques                                       | Caractéristiques                              | Caractéristiques                         | Caractéristiques                        | Caractéristiques                        |
| TER   | Saverne ⥋ Sélestat via Strasbourg-Ville | Saverne ⥋ Sélestat via Strasbourg-Ville | Saverne ⥋ Sélestat via Strasbourg-Ville | Saverne ⥋ Sélestat via Strasbourg-Ville | Saverne ⥋ Sélestat via Strasbourg-Ville                | Saverne ⥋ Sélestat via Strasbourg-Ville       | Saverne ⥋ Sélestat via Strasbourg-Ville  | Saverne ⥋ Sélestat via Strasbourg-Ville | Saverne ⥋ Sélestat via Strasbourg-Ville |
| ----- | --- | --------------------------------------- | --------------------------------------- | --------------------------------------- | ------------------------------------------------------ | --------------------------------------------- | ---------------------------------------- | --------------------------------------- | --------------------------------------- |
| TER   | Ouverture / Fermeture 11 décembre 2022 / — | Longueur 87,21 km                       | Durée 90 min                            | Nb. d’arrêts 20                         | Matériel BB 22200 RC + RRR, Régiolis, Z 27500, X 76500 | Jours de fonctionnement L, Ma, Me, J, V, S, D | Jour / Soir / Nuit / Fêtes O / O / N / O | Voy. / an —                             | Dépôt —                                 |
| TER   | Desserte : Saverne, Steinbourg, Dettwiller, Wilwisheim, Hochfelden, Schwindratzheim, Mommenheim, Brumath, Stephansfeld, Vendenheim, Strasbourg-Ville, Graffenstaden, Geispolsheim, Fegersheim - Lipsheim, Limersheim, Erstein, Matzenheim, Benfeld, Kogenheim, Ebersheim, Sélestat. |                                         |                                         |                                         |                                                        |                                               |                                          |                                         |                                         |
| TER   | Autre : - Arrêts non accessibles aux UFR : — - Cadencement : Toutes les 15 minutes en heure de pointe (toutes les 30 minutes en heures creuses). - Amplitudes horaires : La ligne fonctionne du lundi au vendredi de 5 h 30 à 23 h 30. - Fiches horaires : 02A et 03. - Au 11 décembre 2022, elle sera la première ligne à correspondre aux principales caractéristiques d'une ligne de RER (horaires cadencés et denses, tarification unifiée, quatrième voie et traversée du centre-ville). - Date de dernière mise à jour : 7 décembre 2022. |                                         |                                         |                                         |                                                        |                                               |                                          |                                         |                                         |
| TER   | Dernière actualisation : — |                                         |                                         |                                         |                                                        |                                               |                                          |                                         |                                         |
| TER   | Strasbourg-Ville ⥋ Haguenau | Strasbourg-Ville ⥋ Haguenau             | Strasbourg-Ville ⥋ Haguenau             | Strasbourg-Ville ⥋ Haguenau             | Strasbourg-Ville ⥋ Haguenau                            | Strasbourg-Ville ⥋ Haguenau                   | Strasbourg-Ville ⥋ Haguenau              | Strasbourg-Ville ⥋ Haguenau             | Strasbourg-Ville ⥋ Haguenau             |
| TER   | Ouverture / Fermeture 11 décembre 2022 / — | Longueur 34,01 km                       | Durée 37 min                            | Nb. d’arrêts 9                          | Matériel Régiolis, X 76500, X 73500                    | Jours de fonctionnement L, Ma, Me, J, V, S, D | Jour / Soir / Nuit / Fêtes O / O / N / O | Voy. / an —                             | Dépôt —                                 |
| TER   | Desserte : Strasbourg-Ville, Mundolsheim, Vendenheim, Hœrdt, Weyersheim, Kurtzenhouse, Bischwiller, Marienthal, Haguenau. |                                         |                                         |                                         |                                                        |                                               |                                          |                                         |                                         |
| TER   | Autre : - Arrêts non accessibles aux UFR : — - Cadencement : Toutes les 15 minutes en heure de pointe (toutes les 30 minutes en heures creuses). - Amplitudes horaires : La ligne fonctionne du lundi au vendredi de 5 h 30 à 22 h 30. - Fiche horaire : 04. - Date de dernière mise à jour : 7 décembre 2022. |                                         |                                         |                                         |                                                        |                                               |                                          |                                         |                                         |
| TER   | Dernière actualisation : — |                                         |                                         |                                         |                                                        |                                               |                                          |                                         |                                         |
| TER   | Strasbourg-Ville ⥋ Molsheim | Strasbourg-Ville ⥋ Molsheim             | Strasbourg-Ville ⥋ Molsheim             | Strasbourg-Ville ⥋ Molsheim             | Strasbourg-Ville ⥋ Molsheim                            | Strasbourg-Ville ⥋ Molsheim                   | Strasbourg-Ville ⥋ Molsheim              | Strasbourg-Ville ⥋ Molsheim             | Strasbourg-Ville ⥋ Molsheim             |
| TER   | Ouverture / Fermeture 11 décembre 2022 / — | Longueur 18,92 km                       | Durée 24 min                            | Nb. d’arrêts 8                          | Matériel Régiolis, X 76500, X 73500                    | Jours de fonctionnement L, Ma, Me, J, V, S, D | Jour / Soir / Nuit / Fêtes O / O / N / O | Voy. / an —                             | Dépôt —                                 |
| TER   | Desserte : Strasbourg-Ville, Strasbourg-Rœthig, Lingolsheim, Entzheim Aéroport, Duppigheim, Duttlenheim, Dachstein, Molsheim. |                                         |                                         |                                         |                                                        |                                               |                                          |                                         |                                         |
| TER   | Autre : - Arrêts non accessibles aux UFR : — - Cadencement : Jusqu'à 5 trains par heure en période de pointe (toutes les 30 minutes en heures creuses, des fois toutes les heures). - Amplitudes horaires : La ligne fonctionne du lundi au vendredi de 5 h 30 à 23 h 30. - Fiche horaire : 18. - Date de dernière mise à jour : 7 décembre 2022. |                                         |                                         |                                         |                                                        |                                               |                                          |                                         |                                         |
| TER   | Dernière actualisation : — |                                         |                                         |                                         |                                                        |                                               |                                          |                                         |                                         |

### Périmètre
Le projet n'est pas exclusivement ferroviaire, car il comporte un volet routier. Les services express régionaux métropolitains s'appuient en outre sur les cars express, le covoiturage et le vélo. C'est ainsi que la métropole de Strasbourg envisage la création de trois lignes de covoiturage : Schiltigheim (Espace européen de l'entreprise)-Hochfelden, Strasbourg (Hautepierre)-Willgottheim et Illkirch-Graffenstaden (Parc d'innovation)-Boofzheim. La station multimodale sur l'autoroute A351 permet de passer du car express au tramway, palliant l'absence d'infrastructure ferroviaire dans le Kochersberg.
Préalable à la réalisation du REME, une 4e voie ferroviaire entre Strasbourg et Vendenheim est mise en service courant 2022. Les relations Strasbourg-Lauterbourg,, Strasbourg-Sarreguemines ainsi que Strasbourg-Kehl-Appenweier-Offenbourg ne sont pas intégrées au REME dans un premier temps.
Le réseau dessert neuf gares dans l'Eurométropole,. Par la suite, il est envisagé de créer de nouvelles haltes, la modernisation de gares existantes et la création de nouveaux quais à la gare centrale de Strasbourg,. Le réseau est appelé à se déployer jusqu'à l'horizon 2030,.

## Critiques
À son lancement, le REME ne remplit pas ses promesses. Deux semaines seulement après le lancement du REME, le réseau alsacien craque : problèmes de cadence, retards et suppressions de trains fréquents. Signe de ce lancement en demi-teinte et de la fronde grandissante des voyageurs, la SNCF a annoncé qu'elle prendrait en charge 50% du prix des abonnements pendant trois mois entre février et avril 2023. Selon le ministre Clément Beaune, la SNCF a manqué d'anticipation pour le lancement du réseau. Un peu plus d'un mois après le lancement, un train sur deux supplémentaire par jour promis par le REME circule effectivement selon le vice-président de la région chargé des mobilités.
Certains craignent que la mise en place du REME ne dégrade la qualité de service ailleurs en Grand Est. Le REME devrait certes renforcer l'importance du hub haguenovien, mais risque de détériorer les dessertes entre Haguenau et Wissembourg,. Ainsi, la desserte de Hunspach, village touristique au titre des plus beaux villages de France, va être supprimée.